# 99.9-刑事専門弁護士-THE MOVIE
『99.9-刑事専門弁護士-THE MOVIE』（きゅうじゅうきゅうてんきゅう けいじせんもんべんごし ザ・ムービー）は、2021年12月30日に公開された日本映画。監督は木村ひさし、主演は松本潤。

## 概要
2016年にSEASON I、2018年にSEASON IIが放送されたTBSテレビ・日曜劇場『99.9-刑事専門弁護士-』の映画化作品で、SEASON IIの続編として位置づけられている。斑目法律事務所のメンバーはテレビドラマ版のレギュラーキャスト陣が続投し、杉咲花が本作の新たなヒロイン役に抜擢されている。2021年2月16日に公式Twitterでカウントアップが行われ、翌17日に映画化が発表された。
公開日前日の12月29日には、本作に関連したスペシャルドラマ『完全新作SP 新たな出会い篇〜映画公開前夜祭〜』が放送された。
公開初日の12月30日は3億を超え、公開初日から5日間の累計で動員74万711人、興行収入9億6千200万円となった。1月15日・16日の映画観客動員ランキングによると、累計で動員164万人、興収21億円を突破した。
2022年4月20日時点で興行収入は29億円、動員220万人を突破した。

## あらすじ
日本の刑事事件における裁判有罪率99.9%
残された0.1%の無罪を解き明かすために事実を追求し続ける弁護士たちの物語。
ドラマ版SEASON Iでは自分の父親の冤罪に隠された秘密を解き明かし、SEASON IIでは前作の「弁護士vs検事」に加えて「裁判官」が加わり、三つ巴の思惑が絡み合う中で、事実を追求し続けた深山(松本潤)。
今作では、『完全新作SP 新たな出会い篇～映画公開前夜祭～』に登場した謎の弁護士・南雲(西島秀俊)が引き続き登場し、斑目法律事務所の面々は新たな謎に立ち向かうことになる
---斑目法律事務所の刑事事件専門ルームは、新所長となった佐田(香川照之)のもと、新米弁護士・河野穂乃果(杉咲花)も加わり、日々事件に挑み続けていた。
そんなある日、彼らのもとに舞い込んできたのは、15年前にある村で起きた毒物ワイン殺人事件に関する依頼。その犯人とされた人物は、死刑判決の確定後、無実を訴えながらも獄中で死亡しており、真相は闇に葬られた。そしてその事件には、弁護士・南雲とその娘・エリ(蒔田彩珠)が関わっていた。
深山達は15年前に事件が起きた天華村を訪れ、そこで出会った青年・守(道枝駿佑)の協力を得て事件の再調査を開始する。
やがて深山達は「ある可能性」に行き当たり、それによって奇跡の大逆転を目論むが、それは巧妙に仕掛けられた罠であった。
その罠によって、事実だけを追求してきた深山が、まさかの冤罪を生むことに...？
弁護士・南雲は悪なのか、正義なのか。そして南雲の娘・エリの出生に隠された秘密とは？15年前と現在が複雑に入り混じった事件の衝撃の真相が明かされる。

## キャスト

### 主要人物
深山大翔（みやま ひろと）
演 - 松本潤
斑目法律事務所法務部刑事事件専門ルームの弁護士。

佐田篤弘（さだ あつひろ）
演 - 香川照之
斑目法律事務所所長。

河野穂乃果（こうの ほのか）
演 - 杉咲花
斑目法律事務所法務部刑事事件専門ルームの新米弁護士。

### 斑目法律事務所
明石達也（あかし たつや）
演 - 片桐仁
パラリーガル。

藤野宏樹（ふじの ひろき）
演 - マギー
パラリーガル。

中塚美麗（なかつか みれい）
演 - 馬場園梓
パラリーガル。

落合陽平（おちあい ようへい）
演 - 馬場徹
弁護士。

#### 元・斑目法律事務所
立花彩乃（たちばな あやの）
演 - 榮倉奈々
元斑目法律事務所の弁護士。

斑目春彦（まだらめ はるひこ）
演 - 岸部一徳
斑目法律事務所元所長。

### 斑目法律事務所職員の関係者
坂東健太（ばんどう けんた）
演 - 池田貴史
小料理屋「いとこんち」の店長で、深山のいとこ。

片岡加奈子（かたおか かなこ）
演 - 岸井ゆきの
「いとこんち」の常連であるシンガーソングライターで、深山に片想いしている。

若月昭三（わかつき しょうぞう）
演 - 石橋蓮司
穂乃果の祖父で、大手自動車会社の会長。
若月昭三の秘書
演 - 片山萌美

佐田由紀子（さだ ゆきこ）
演 - 映美くらら
篤弘の妻。

佐田かすみ（さだ かすみ）
演 - 畑芽育
篤弘の娘。

### 東京地方検察庁
丸川貴久（まるかわ たかひさ）
演 - 青木崇高
検察官。

大友修一（おおとも しゅういち）
演 - 奥田瑛二
元検事正のヤメ検弁護士。

### 東京地方裁判所
川上憲一郎（かわかみ けんいちろう）
演 - 笑福亭鶴瓶
所長。天華村毒物ワイン事件で死刑判決を下していた。

尾崎舞子（おざき まいこ）
演 - 木村文乃
裁判官で、元斑目法律事務所の弁護士。

### 天華村毒物ワイン事件関係者
南雲恭平（なぐも きょうへい）
演 - 西島秀俊
弁護士。

重盛守（しげもり まもる）
演 - 道枝駿佑（なにわ男子）（幼少期：加藤叶和）
事件が起きた村の青年。

南雲エリ（なぐも エリ）
演 - 蒔田彩珠（幼少期：佐藤恋和）
恭平の娘で、女子高生。天才少女ピアニスト。

重盛寿一（しげもり じゅいち）
演 - 高橋克実
守の父。

太田保（おおた たもつ）
演 - ベンガル
天華村のワインや農業、全てを管理している人物。

山本貴信（やまもと たかのぶ）
演 - 渋川清彦
15年前の天華村毒物ワイン事件で死刑判決を受けた後、獄中死している。南雲エリの実父。

山本咲子
演 - 遠山景織子
山本貴信の妻。一審判決後、心労で亡くなっている。
上原
演 - 平田敦子
事件当日、山本貴信が唐揚げを揚げるのを手伝っていた。
記者
演 - 吉田ウーロン太
「週刊ブロース」記者。
枝島薬品社員
演 - ぽんず

更家歩
演 - みずと良
ワインの卸業者。弁護側証人。
工藤和也
演 - 殺陣剛太
祭の再現に協力する劇団の座長。
輝本、ノブオ
演 - 白井光浩、古川勉
劇団員。
劇団員
演 - 武田幸三、阿見201、坂中久志

### 不里崖殺人事件関係者
加賀郁夫（かが いくお）
演 - R-指定（Creepy Nuts）
被疑者。
東野奏太〈32〉
演 - 柳亭小痴楽
被害者。
三田仁
演 - 村田秀亮（とろサーモン）
加賀、東野と同じ漁協の漁師。
店主
演 - 勝野洋
熊本の肥後もっこす居酒屋 鉄喜刺寿（てっきさす） 店主。
東野の遺族
演 - 鈴木もぐら

裁判長
演 - 本多力

鉄喜刺寿の客
演 - ゆうたろう

### その他
オカダ・カズチカ
演 - 本人
「いとこんち」の客。
ヨシタツ
演 - 本人
うどん 鳳亭 一日店長。
後藤洋央紀
演 - 本人
「いとこんち」の客。

メイ・イズモト
演 - 本人
鳳亭でヨシタツポイントは使えないのかと聞く客。

## スタッフ
- 監督：木村ひさし
- 脚本：三浦駿斗[17]
- トリック監修：蒔田光治[17]
- 音楽：井筒昭雄[17]
- 主題歌：嵐「Find The Answer」（ジェイ・ストーム）[18]
- 企画：瀬戸口克陽[17]
- エグゼクティブプロデューサー：平野隆[17]
- プロデューサー：東仲恵吾、辻本珠子[17]
- 配給：松竹[17]
- 制作プロダクション：TBSテレビ[17]
- 製作：『99.9-刑事専門弁護士-THE MOVIE』製作委員会[17]（TBSテレビ、ジェイ・ストーム、松竹、ロータス・ルーツ、毎日放送、CBCテレビ、RKB毎日放送、北海道放送）

## Blu-ray・DVD
- 『99.9-刑事専門弁護士- 完全新作SP 新たな出会い篇〜映画公開前夜祭〜』Blu-ray BOX（TCエンタテインメント、2022年5月11日発売）
- 『99.9-刑事専門弁護士- 完全新作SP 新たな出会い篇〜映画公開前夜祭〜』DVD-BOX（TCエンタテインメント、2022年5月11日発売）
- 『99.9-刑事専門弁護士- THE MOVIE』Blu-ray / DVD通常版（TCエンタテインメント、2022年6月8日発売）
- 『99.9-刑事専門弁護士- THE MOVIE』Blu-ray / DVD豪華版（TCエンタテインメント、2022年6月8日発売）

## メディアミックス

### 小説
『99.9-刑事専門弁護士- 完全新作SP 新たな出会い篇～映画公開前夜祭～』（扶桑社）
脚本は三浦駿斗、ノベライズは百瀬しのぶ。2022年1月13日発売。ISBN 978-4-59-409010-4。
『99.9-刑事専門弁護士- THE MOVIE』（扶桑社）
脚本は三浦駿斗、ノベライズは百瀬しのぶ。2022年1月13日発売。ISBN 978-4-59-409011-1。

## 備考
本作のスタッフロールは映画特有の「独立した画面を設け、ロール式で標示」ではなく、連ドラの時と同じく「エピローグと主題歌が流れるのと同時に、切り替え式で表示」だった。

## テレビ放映
| 回数 | 放送局    | 放送枠   | 放送日        | 放送時間    | 放送分数 | 平均世帯 視聴率 | 備考         |
| ---- | --------- | -------- | ------------- | ----------- | -------- | --------------- | ------------ |
| 1    | TBSテレビ | （なし） | 2025年1月12日 | 21:00-23:15 | 135分    | 9.5%            | 地上波初放送 |

- 地上波放送・関東地区のみ記載。
- 視聴率はビデオリサーチ調べ。関東地区でのデータ。